# Оливие дьо Мани
Оливие дьо Мани (на френски: Olivier de Magny) е френски поет.
Роден е през 1529 година в Каор в буржоазно семейство. През 1547 година отива в Париж, където става секретар на придворния поет на Франсоа I Юг Салел, а след смъртта му пътува с Жан д'Авансон на дипломатическа мисия в Италия. Повлиян от Пиер дьо Ронсар, той пише главно сонети.
Оливие дьо Мани умира през 1561 година.